# Cratere Acmon
Acmon è un cratere sulla superficie di Dattilo.